# Der gefesselte Polo
Der gefesselte Polo ist ein deutscher Action-Stummfilm aus dem Jahre 1928 von Leo Lasko mit dem US-amerikanischen Genrestar Eddie Polo in der Titelrolle.

## Handlung
Auf die Fabrikarbeiterin Lotte Holt wird kurz hintereinander je ein Anschlag verübt. Beide Male ist jedoch Tausendsassa Eddie Polo als Held wider Willen vor Ort und kann die junge Frau retten. Er geht den mysteriösen Vorgängen nach und gerät dabei in einen Hinterhalt der Hintermänner und wird gefesselt. Zwar kann sich Eddie wieder befreien, jedoch vermag er es nicht zu verhindern, dass in der Zwischenzeit Lotte von den Gangstern entführt wird. Die Aussage eines anderen Mädchens führt Eddie jedoch weiter: Lotte ist mitnichten ein kleines, armes Fabrikmädchen, sondern vielmehr die Erbin eines Millionenvermögens.
Ein gewisser Harry Berger, der eigentlich das Vermögen erben sollte, hätte allen Grund dazu, Lotte aus dem Weg zu schaffen. Und tatsächlich steckt dieser Mann ohne Beruf hinter den Anschlägen und Lottes Entführung. Wenn Lotte stürbe, so sein Plan, dann käme unweigerlich er in den Besitz der Riesensumme. Eddie bekommt bei der Aufklärung des Falls unerwartete Hilfe, denn die reizende Grit, eigentlich Harrys Geliebte, plaudert und erklärt Eddie die Hintergründe für Harrys schurkisches Tun. Polo rettet Lotte aus dessen Fängen und führt den Schurken der Polizei zu. Lotte kehrt in die Arme ihres Verlobten Ottokar zurück.

## Produktionsnotizen
Der gefesselte Polo entstand Mitte 1928, passierte die Zensur am 19. Oktober desselben Jahres und wurde wenig später uraufgeführt. Die Länge des mit Jugendverbot belegten Siebenakters betrug 2433 Meter.
Karl Görge gestaltete die Filmbauten. Jenny Marba und Georg Burghardt beendeten hiermit ihre Filmkarrieren.

## Kritiken
Wiens Kino-Journal meinte: „Ob gefangen, ob gefesselt, ob in Todesgefahr, über Dächer schwebend, unter Dampfhämmern gepreßt, ob einer vielköpfigen Verbrecherbande ausgeliefert, Eddie Polo wäre nicht Eddie Polo, wenn er nicht aller Schwierigkeiten siegreicher Herr würde und zuletzt die Palme des Sieges erränge. Ein Eddie-Polo-Film ist nachgerade der einzige Schauplatz auf dieser verderbten Welt, wo das Laster seine Strafe, die Tugend ihren Lohn erhält. Und wenn die Sache wie hier abwechslungsreich und interessant gestaltet ist, so freut sich der Gerechte darüber und das Publikum unterhält sich.“
Die Salzburger Chronik schrieb: „Eddi [sic!] Polo, der Kraftmeier und Beschützer der Verfolgten, spielt diese Rolle mit gewohnter Ueberlegenheit, übt sich im Ballwerfen mit Menschen und siegt schließlich mit halsbrecherischer Akrobatik über einen Bösewicht samt Gefolge. Gutes Spiel und angenehme Musik heben die Wirkung.“